# Операционный стол
Операционный стол — специальное медицинское оборудование для проведения оперативного лечения в операционном блоке (оперблоке). Пациент укладывается на операционный стол для создания удобства медицинскому персоналу при проведении хирургических операций.
Операционные столы могут быть условно разделены по следующим признакам:
1. По монтажу: мобильные или стационарные
2. По функционалу: универсальные (общехирургические) и специальные (для офтальмологической хирургии, гинекологии и т. д.)
3. По виду привода: механический, гидромеханический, электрогидропривод, электропривод.
4. По наличию или отсутствию пропускания рентгеновских лучей.

Вариантом стационарных столов могут считаться системные операционные столы, представляющие собой систему колонны операционного стола, сменных столешниц и транспортной системы.
Отдельно стоит упомянуть столы с консольным креплением рентгенопрозрачной деки входящие в состав комплексов рентгеновской хирургии (ангиография, литотрипсия)
В России требования к операционным столам устанавливают следующие основные стандарты:
- ГОСТ Р 56107-2014 Изделия медицинские электрические. Столы операционные. Технические требования для государственных закупок.
- ГОСТ Р 26161-89 Столы операционные. Общие технические требования и методы испытаний.

## История
Во второй половине XVIII века в Европе появились первые операционные стулья, именно они стали прародителями хирургических столов. Стулья открывали хороший доступ к разным участкам тел пациентов. Больные крепились к стулу специальными ремнями, что делало хирургическое вмешательство более успешным и снижало риск врачебных ошибок в случае активности пациента.
В 1854—1855 гг. Н. И. Пирогов впервые организует операционные, в которых использует операционный стол, выполненный из деревянной панели, укрепленной на четырёх ножках.
В конце XIX в. к операционным столам стали предъявлять условия доступа к любым участкам тела больного. В 1886 г. Н. Н. Феменов предлагает изготавливать О. столы в виде деревянной рамы с 4 ножками или на металлической никелированной подставке, с подложенным на них зеркалом. Такие столы были прочными, удобными как по устройству, так и по уходу за ними (допускалось многократное обеззараживание). Делаженьером (H. Y. Delageniere), Браатцем (E. Braatz), Ганом (Е. Hahn), Штилле (A. Stille), Д. И. Выходцевым, Д. Д. Поповым были предложены приспособления для придания наклона панели операционного стола. Вскоре панель усовершенствовали, разделив её на секции.
А. О. Грундман, П. 3. Аксенов, Л. Ф. Кузнецова создали приспособления для механизации и автоматизации управления отдельными движениями секций и всей панели.
Операционный стол в ветеринарии:
Все существующие в настоящее время системы столов подразделяются на два типа:
1. Операционные столы для крупных животных.
2. Для мелких животных.
При работе в условиях животноводческих хозяйств чаще используют упрощенные операционные столы: дощато-рамчатый, из тюков сена или другой конструкции.